# Temporada de huracanes del Pacífico de 2017
La temporada de huracanes en el Pacífico de 2017 fue significativamente menos activa que las tres temporadas anteriores de huracanes en el Pacífico, con dieciocho tormentas con nombre, nueve huracanes y cuatro huracanes importantes. A pesar de la considerable cantidad de actividad, la mayoría de las tormentas fueron débiles y de corta duración. La temporada comenzó oficialmente el 15 de mayo en el Océano Pacífico oriental y el 1 de junio en el Pacífico central; ambos finalizaron el 30 de noviembre en ambas zonas. Estas fechas delimitan convencionalmente el período de cada año en el que se forman la mayoría de los ciclones tropicales en las respectivas regiones. Sin embargo, la formación de ciclones tropicales es posible en cualquier época del año, como lo ilustró la formación de la primera tormenta con nombre de la temporada, la tormenta tropical Adrián, el 10 de mayo. En ese momento, esta fue la formación más temprana de una tormenta tropical registrada en el Pacífico oriental. La temporada vio una actividad cercana al promedio en términos de energía ciclónica acumulada (ACE), en marcado contraste con las temporadas extremadamente activas en 2014, 2015 y 2016; y por primera vez desde 2012, no se formaron ciclones tropicales en la cuenca del Pacífico Central. Sin embargo, por tercer año consecutivo, la temporada presentó una actividad superior a la media en julio, siendo el quinto más alto con Energía Ciclónica Acumulada (ECA) del mes. Los daños en la cuenca alcanzaron los 375,28 millones de dólares (dólares estadounidenses de 2017), mientras que las diversas tormentas mataron a 45 personas.

## Pronósticos
Los pronósticos incluyen cambios semanales y mensuales en factores importantes que ayudan a determinar la cantidad de tormentas tropicales, huracanes y huracanes importantes dentro de un año en particular. Según Administración Nacional Oceánica y Atmosférica (NOAA), la temporada promedio de huracanes en el Pacífico entre 1981 y 2010 contenía aproximadamente 15 tormentas tropicales, 7 huracanes y 3 huracanes mayores. La  Administración Nacional Oceánica y Atmosférica (NOAA) generalmente clasifica una temporada como superior al promedio, promedio o inferior al promedio según el índice ACE acumulativo, pero ocasionalmente también se considera el número de tormentas tropicales, huracanes y huracanes importantes dentro de una temporada de huracanes.
Antes del inicio de esta temporada, el Centro Nacional de Huracanes (NHC, por sus siglas en inglés) cambió su política para permitir la emisión de avisos sobre perturbaciones que aún no eran ciclones tropicales pero que tenían muchas posibilidades de convertirse en ciclones tropicales y se esperaba que generaran condiciones de tormenta tropical o huracán. a las masas de tierra dentro de las 48 horas. Como resultado de este cambio, las autoridades locales podrían emitir alertas y advertencias. Dichos sistemas se denominarían "ciclones tropicales potenciales". El primer sistema en recibir esta designación fue el Potencial ciclón tropical Catorce-E, que se convirtió en la tormenta tropical Lidia al sur-sureste de la península de Baja California el 30 de agosto.
El 25 de mayo de 2017, la Administración Nacional Oceánica y Atmosférica (NOAA) publicó su pronóstico anual, prediciendo un 80% de probabilidad de una temporada cercana o superior al promedio en las cuencas del Pacífico oriental y central, con un total de 14 a 20 tormentas nombradas. 6–11 huracanes y 3–7 huracanes mayores. Durante el 28 de mayo, el Servicio Meteorológico Nacional (SMN) emitió su primer pronóstico para la temporada, pronosticando un total de 16 tormentas nombradas, 10 huracanes y 6 huracanes mayores en desarrollo.

## Resumen de la temporada

Las tormentas tropicales Greg (izquierda), Irwin (centro) y el huracán Hilary (derecha) se extendieron por el Pacífico oriental el 24 de julio de 2017

Aunque la temporada de huracanes en el Pacífico oriental no comienza oficialmente hasta el 15 de mayo y el 1 de junio en el Pacífico central, la actividad comenzó varios días antes con la formación de una depresión tropical el 9 de mayo. Esta fue la formación más temprana de un ciclón tropical en récord,  un récord que se mantuvo hasta que lo rompió la depresión tropical Uno-E en 2020. Cuando se intensificó en la tormenta tropical Adrian unas horas más tarde, el sistema se convirtió en la primera tormenta nombrada registrada en la cuenca, un récord que se mantuvo hasta que lo rompió la tormenta tropical Andrés en 2021. La actividad casi normal ocurrió en junio, con la tormenta tropical Calvin formada el 11 de junio y el huracán Dora el 25 de junio. Este total se debió a los huracanes de larga duración Eugene, Fernanda, Hilary e Irwin. Agosto vio una actividad significativamente menor, con solo tres tormentas formándose en el mes; sin embargo, contó con el huracán Kenneth, el tercer gran huracán de la temporada. Septiembre presentó cuatro tormentas, incluido el huracán Otis, que se convirtió en el cuarto gran huracán de la temporada. Solo se formaron dos tormentas después del 1 de octubre, Ramón y Selma. Ambos no alcanzaron la categoría de huracán, aunque Selma se convirtió en la primera y última tormenta en tocar tierra en El Salvador. Ningún sistema estuvo activo en noviembre por primera vez desde la temporada de 2010. La Energía Ciclónica Acumulada (ACE) para la temporada de huracanes del Pacífico de 2017 calculada por la Universidad Estatal de Colorado (CSU) utilizando datos del Centro Nacional de Huracanes (NHC) fue de 100,7 unidades.

## Ciclones tropicales

### Tormenta tropical Adrián
El 5 de mayo de 2017, el Centro Nacional de Huracanes (NHC) indicó que se pronosticaba que se formaría un área de baja presión al sur de México en los días siguientes, con la posibilidad de que se desarrollara un ciclón tropical a partir de entonces. Una amplia circulación ciclónica comenzó a desarrollarse como se esperaba a última hora del 7 de mayo, organizándose gradualmente en la primera depresión tropical de la temporada a las 21:00 UTC del 9 de mayo, mientras se encontraba a unas 545 millas (875 km) al sur-sureste de Salina Cruz en México. La depresión se intensificó en la tormenta tropical Adrián seis horas después. Inicialmente, los pronósticos esperaban que la pequeña tormenta se intensificara hasta convertirse en un poderoso huracán. Poco después de alcanzar la intensidad máxima a principios del 10 de mayo, un aumento inesperado en la cizalladura del viento de nivel medio hizo que Adrian se debilitara rápidamente y degenerara a un mínimo remanente a las 00:00 UTC del 11 de mayo. La baja remanente de Adrian persistió un día más, antes de disiparse el 12 de mayo.

### Tormenta tropical Beatriz
Una onda tropical emergió de la costa occidental de África el 18 de mayo de 2017 y entró en el Pacífico oriental aproximadamente una semana después, donde la organización constante condujo a la formación de una depresión tropical alrededor de las 12:00 UTC del 31 de mayo. En el nivel superior del norte de México, la depresión se movió constantemente hacia el noreste en un entorno favorable y se intensificó hasta convertirse en la tormenta tropical Beatriz a las 06:00 UTC del 1 de junio. Después de alcanzar vientos máximos de 45 mph (70 km/h), el sistema tocó tierra alrededor de las 00:00 UTC del 2 de junio a unas 25 millas (40 km) al oeste de Puerto Ángel antes de que el terreno montañoso de México hiciera que Beatriz se disipara tierra adentro doce horas después.
En el estado de Oaxaca, se cancelaron los vuelos desde el Aeropuerto Internacional de Bahías de Huatulco y las escuelas cerraron hasta el 3 de junio. Decenas de carreteras quedaron intransitables debido a los deslaves e inundaciones; numerosos lugares recibieron más de 4 pulgadas (102 mm) de lluvia, con una precipitación máxima de 19,07 pulgadas (484,4 mm) en Huatulco. Numerosos deslizamientos de tierra causaron una interrupción significativa en todo el estado; la tormenta bloqueó grandes áreas de la Carretera Federal 200 en Oaxaca. Un derrumbe en San Marcial Ozolotepec mató a dos niñas y sepultó varias casas, mientras que otro en San Carlos Yautepec mató a una mujer. Hasta el 4 de junio, un total de seis personas han sido asesinadas: cinco en Oaxaca y dos en Tehuantepec. Los daños en Oaxaca alcanzaron MXN$3,200 millones (US$172 millones).

### Tormenta tropical Calvin
n la segunda semana de junio, el  Centro Nacional de Huracanes (NHC) pronosticó el desarrollo de una amplia área de baja presión unos cientos de millas al sur de México durante los próximos días. Esta predicción se hizo realidad el 9 de junio, y la perturbación incipiente se organizó gradualmente en una depresión tropical a las 12:00 UTC del 11 de junio mientras se encontraba a unas 150 millas (240 km) al sur-sureste de Salina Cruz. Al principio tardó en organizarse debido a la cizalladura moderada del viento del este a medida que avanzaba hacia el noroeste; sin embargo, a las 18:00 UTC del 12 de junio, la depresión tropical se intensificó hasta convertirse en la tormenta tropical Calvin. Intensificándose ligeramente para alcanzar vientos de 45 mph (70 km/h), Calvin tocó tierra a mitad de camino entre Salina Cruz y Puerto Ángel, cerca de Paja Blanca, alrededor de las 00:00 UTC del 13 de junio. Apenas 12 horas después, Calvin se disipó en un mínimo remanente. Los restos de la tormenta provocaron fuertes lluvias y algunas inundaciones en el área, sin embargo, no se reportaron muertes. Menos de dos semanas después de la tormenta tropical Beatriz, Calvin afectó áreas similares de México e infligió daños adicionales que resultaron en al menos 70 millones de pesos (US$3,88 millones) en Oaxaca.

### Huracán Dora
Un gran giro se desarrolló sobre América Central alrededor del 15 de junio de 2017. Una vaguada se separó del giro y se desplazó justo al sur del golfo de Tehuantepec entre el 21 y el 23 de junio. Para el 23 de junio, una onda tropical asociada con los restos de la tormenta tropical Bret en el Atlántico comenzó a fusionarse con la depresión. Una baja superficial se formó temprano al día siguiente, seguida por el desarrollo de una depresión tropical a las 18:00 UTC. Inicialmente ubicada a unas 230 millas (370 km) al sur-sureste de Acapulco, la depresión se movió hacia el oeste-noroeste debido a una cordillera troposférica media, que se extendía desde el norte de México hacia el oeste hasta las aguas cercanas del Pacífico. A las 06:00 UTC del 25 de junio, la depresión se intensificó hasta convertirse en la tormenta tropical Dora. A partir de entonces, las condiciones favorables, incluida la baja cizalladura del viento y las cálidas temperaturas de la superficie del mar, permitieron que Dora experimentara una rápida intensificación, convirtiéndose en huracán a las 06:00 UTC del 26 de junio y en huracán de categoría 2 unas seis horas después. Con un flujo de salida impresionante y un ojo aparente en las imágenes de satélite, la tormenta alcanzó su punto máximo con vientos máximos sostenidos de 170 km/h (105 mph) y una presión barométrica mínima de 974 mbar (28,8 inHg) a las 18:00 UTC del 26 de junio. Huracán de categoría 2 durante aproximadamente 12 horas más antes de comenzar a debilitarse rápidamente sobre temperaturas superficiales del mar más frías y en un ambiente de aire más seco, cayendo a la intensidad de categoría 1 a las 06:00 UTC del 27 de junio y degradándose a tormenta tropical alrededor de las 18:00 UTC. Más tarde, la tormenta degeneró en un remanente bajo cerca de la isla Socorro a principios del 28 de junio, después de que toda la convección de la tormenta había disminuido. La baja remanente se movió lentamente sobre el Pacífico oriental antes de disiparse temprano el 1 de julio. Las bandas exteriores de Dora trajeron fuertes lluvias a Guerrero, lo que resultó en inundaciones repentinas que inundaron 20 casas. Sin embargo, el daño general fue menor.

### Huracán Eugene
El huracán Eugene se desarrolló a partir de una perturbación ubicada a 765 millas (1230 km) al sur del extremo sur de la península de Baja California el 7 de julio de 2017. Al día siguiente, Eugene pasó por un período de rápida intensificación; en un período de 18 horas a partir de las 21:00 UTC del 8 de julio, Eugene se intensificó de una tormenta tropical con vientos de 115 km/h (70 mph) a un huracán de categoría 3 con vientos de 185 km/h (115 mph), convirtiéndolo en el primer gran huracán de la temporada. Sin embargo, doce horas después, el arrastre de aire seco hizo que Eugene se debilitara a un huracán de categoría 2 y, debido a que viajaba sobre aguas más frías, Eugene se debilitó a tormenta tropical al día siguiente. A medida que la cobertura de convección profunda disminuía constantemente, Eugene cayó a la intensidad de depresión tropical alrededor de las 15:00 UTC del 12 de julio y degeneró en un mínimo remanente seis horas después.
Las peligrosas corrientes de resaca combinadas con marejadas de 4 a 8 pies (1,2 a 2,4 m) en el sur de California dieron como resultado cientos de rescates. Solo el 10 de julio, los socorristas de Huntington Beach realizaron 200 rescates, mientras que en el condado de Los Ángeles se realizaron 600; los socorristas también respondieron a 700 emergencias médicas.

### Huracán Fernanda
A última hora del 10 de julio de 2017, el Centro Nacional de Huracanes (NHC) comenzó a monitorear una amplia área de baja presión a varios cientos de millas al suroeste de Manzanillo. Contrariamente a las predicciones de un desarrollo gradual, la perturbación se organizó rápidamente en una depresión tropical a las 03:00 UTC del 12 de julio y se fortaleció aún más hasta convertirse en la tormenta tropical Fernanda alrededor de las 15:00 UTC de ese día. El ciclón naciente luchó inicialmente contra una cizalladura moderada del viento del noreste, con su circulación de bajo nivel desplazada hacia el borde noreste de la convección profunda. Este período de vientos desfavorables en los niveles altos fue breve, y poco después Fernanda comenzó un período de rápida intensificación, convirtiéndose en huracán a las 21:00 UTC del 13 de julio. Se formó un ojo bien definido dentro de una creciente densa nubosidad central, y Fernanda se intensificó aún más hasta convertirse en un gran huracán a principios del 14 de julio. Solo seis horas después, el sistema se actualizó a un huracán de categoría 4. A 10,9°N, Fernanda se convirtió en el segundo huracán más fuerte que se produjo en una latitud tan baja en el Pacífico oriental, solo detrás del huracán Olaf de 2015. Con un flujo de salida expansivo en el nivel superior y bandas espirales, un ojo distintivo y una densa nubosidad central simétrica, Fernanda alcanzó vientos máximos de 145 mph (235 km/h) alrededor de las 03:00 UTC del 15 de julio. Una serie de pases de microondas alrededor de ese momento comenzó a indicar la formación de una pared secundaria del ojo que detuvo el desarrollo del ciclón a medida que avanzaba de oeste a noroeste. El ciclo de reemplazo de la pared del ojo concluyó temprano el 16 de julio, lo que permitió que Fernanda siguiera siendo un poderoso huracán en medio de condiciones ambientales favorables. Sin embargo, a última hora del 18 de julio, las temperaturas más frías del océano y un entorno más estable impulsaron la tendencia de debilitamiento de la tormenta. Fernanda cayó por debajo de la intensidad de un huracán poco antes de ingresar al Pacífico Central cuando sucumbió a una cizalladura del viento del sudoeste más fuerte, convirtiéndose en una depresión tropical a las 03:00 UTC del 21 de julio, y después de no poder producir una convección profunda sostenida, degeneró en un mínimo remanente a unas 500 millas. (805 km) al este de Hilo en Hawái, a las 21:00 UTC del 22 de julio.

## Nombres de los ciclones tropicales
Los siguientes nombres se usaron para tormentas con nombre que se forman en el noreste del Océano Pacífico durante 2017. Los nombres retirados, si los hay, se anunciarán en las sesiones XL y XLI de la RA VI Hurricane Committee en la primavera de 2018. Los nombres no retirados de esta lista se usarán nuevamente en la temporada de 2023. Esta fue la misma lista utilizada en la temporada de 2011.
| - Adrián - Beatriz - Calvin - Dora - Eugene - Fernanda - Greg - Hilary | - Irwin - Jova - Kenneth - Lidia - Max - Norma - Otis - Pilar | - Ramón - Selma - Todd (sin usar) - Verónica (sin usar) - Wiley (sin usar) - Xina (sin usar) - York (sin usar) - Zelda (sin usar) |

Para las tormentas que se forman en el área de responsabilidad del Centro de Huracanes del Pacífico Central, que abarca el área entre 140 grados al oeste y la Línea internacional de cambio de fecha, todos los nombres se utilizan en una serie de cuatro listas rotatorias. Los siguientes cuatro nombres que se programaron para su uso en la temporada de 2017 se muestran a continuación de esta lista.
| - Walaka (sin usar) - Akoni (sin usar) | - Ema (sin usar) - Hone (sin usar) | - Iona (sin usar) - Keli (sin usar) |

## Estadísticas de temporada
Esta es una tabla de todas los sistemas que se han formado en la temporada de 2017. Incluye su duración, nombres, áreas afectada(s), indicados entre paréntesis, daños y muertes totales. Las muertes entre paréntesis son adicionales e indirectas, pero aún estaban relacionadas con esa tormenta. Los daños y las muertes incluyen totales mientras que la tormenta era extratropical, una onda o un baja, y todas las cifras del daño están en USD 2017.
| DT | TT | 1 | 2 | 3 | 4 | 5 |

| Nombre                  | Fechas activo                  | Categoría de tormenta en intensidad máxima | Vientos máx. (km/h) | Presión min (hPa) | ACE     | Áreas afectadas                    | Áreas afectadas  | Áreas afectadas | Daños (en millones USD) | Muertos |
| Nombre                  | Fechas activo                  | Categoría de tormenta en intensidad máxima | Vientos máx. (km/h) | Presión min (hPa) | ACE     | Lugar                              | Fecha            | Vientos (km/h)  | Daños (en millones USD) | Muertos |
| ----------------------- | ------------------------------ | ------------------------------------------ | ------------------- | ----------------- | ------- | ---------------------------------- | ---------------- | --------------- | ----------------------- | ------- |
| Adrián                  | 9 – 10 de mayo                 | Tormenta tropical                          | 75 (45)             | 1004              | 0.5275  | Ninguno                            | Ninguno          | Ninguno         | N/A                     | 0       |
| Beatriz                 | 31 de mayo – 2 de junio        | Tormenta tropical                          | 75 (45)             | 1001              | 0.5275  | Puerto Ángel                       | 2 de junio       | 75 (45)         | $172 millones           | 7       |
| Calvin                  | 11 – 13 de junio               | Tormenta tropical                          | 75 (45)             | 1004              | 0.2825  | Salina Cruz                        | 13 de junio      | 75 (45)         | $3.88 millones          | 7       |
| Dora                    | 25 – 28 de junio               | Huracán categoría 2                        | 165 (105)           | 974               | 5.0775  | Ninguno                            | Ninguno          | Ninguno         | N/A                     | 0       |
| Eugene                  | 7 – 12 de julio                | Huracán categoría 3                        | 185 (115)           | 966               | 8.1125  | Ninguno                            | Ninguno          | Ninguno         | N/A                     | 0       |
| Fernanda                | 12 – 22 de julio               | Huracán categoría 4                        | 230 (145)           | 948               | 28.3975 | Ninguno                            | Ninguno          | Ninguno         | N/A                     | 0       |
| Ocho-E                  | 17 – 20 de julio               | Depresión tropical                         | 55 (35)             | 1007              | 0       | Ninguno                            | Ninguno          | Ninguno         | N/A                     | 0       |
| Greg                    | 17 – 26 de julio               | Tormenta tropical                          | 95 (60)             | 1000              | 5.19    | Ninguno                            | Ninguno          | Ninguno         | N/A                     | 0       |
| Hilary                  | 21 – 30 de julio               | Huracán categoría 2                        | 175 (110)           | 969               | 14.5675 | Ninguno                            | Ninguno          | Ninguno         | N/A                     | 0       |
| Irwin                   | 22 de julio – 1 de agosto      | Huracán categoría 1                        | 150 (90)            | 979               | 11.1075 | Ninguno                            | Ninguno          | Ninguno         | N/A                     | 0       |
| Once-E                  | 4 – 5 de agosto                | Depresión tropical                         | 55 (35)             | 1006              | 0       | Ninguno                            | Ninguno          | Ninguno         | N/A                     | 0       |
| Jova                    | 11 – 13 de agosto              | Tormenta tropical                          | 60 (40)             | 1003              | 0.49    | Ninguno                            | Ninguno          | Ninguno         | N/A                     | 0       |
| Kenneth                 | 18 – 23 de agosto              | Huracán categoría 4                        | 215 (130)           | 951               | 10.33   | Ninguno                            | Ninguno          | Ninguno         | N/A                     | 0       |
| Lidia                   | 31 de agosto – 3 de septiembre | Tormenta tropical                          | 100 (65)            | 986               | 2.6225  | Punta Marquez, Baja California Sur | 2 de septiembre  | 95 (60)         | $123 millones           | 18 (2)  |
| Otis                    | 11 – 19 de septiembre          | Huracán categoría 3                        | 185 (115)           | 965               | 4.5575  | Ninguno                            | Ninguno          | Ninguno         | N/A                     | 0       |
| Max                     | 13 – 15 de septiembre          | Huracán categoría 1                        | 150 (90)            | 980               | 2.175   | Guerrero, México                   | 14 de septiembre | 150 (90)        | $76.4 millones          | 4       |
| Norma                   | 14 – 20 de septiembre          | Huracán categoría 1                        | 120 (75)            | 985               | 3.9325  | Ninguno                            | Ninguno          | Ninguno         | N/A                     | 0       |
| Pilar                   | 23 – 25 de septiembre          | Tormenta tropical                          | 85 (50)             | 1000              | 1.0925  | Ninguno                            | Ninguno          | Ninguno         | N/A                     | 0       |
| Ramón                   | 3 – 4 de octubre               | Tormenta tropical                          | 75 (45)             | 1002              | 0.4425  | Ninguno                            | Ninguno          | Ninguno         | N/A                     | 0       |
| Selma                   | 27 – 28 de octubre             | Tormenta tropical                          | 65 (40)             | 1004              | 0.6125  | San Salvador, El Salvador          | 28 de octubre    | 65 (40)         | Desconocido             | 17      |
| Totales de la temporada |                                |                                            |                     |                   |         |                                    |                  |                 |                         |         |
| 20 ciclones             | 9 de mayo – 28 de octubre      |                                            | 230 (145)           | 948               | 100.7   | '                                  | '                | '               | > $375.28 millones      | 45      |